# Classifier (UML)
Ein Classifier (oder Klassifizierer) (engl. classifier) ist eine Metaklasse in der Unified Modeling Language (UML), einer Sprache für die Modellierung der Strukturen und des Verhaltens von Software- und anderen Systemen.
Ein Classifier innerhalb von UML ist ein abstraktes gedankliches Konstrukt, das Modellierer nie direkt in eines der Diagramme der UML einfügen. Als sogenannte abstrakte Metaklasse ist der Classifier vor allem nützlich für die Autoren der UML-Spezifikation und weniger für Anwender der UML.
Innerhalb der UML-Spezifikation nimmt der Classifier jedoch eine zentrale Rolle ein, weil er die gemeinsamen Eigenschaften von Modellelementen der UML umfasst, die auch Anwender der UML häufig einsetzen. So sind zum Beispiel die Modellelemente Klasse, Schnittstelle, Komponente, Verhalten, Aktivität, Interaktion oder Zustandsautomat Spezialisierungen des Classifiers – ein Classifier ist also eine Generalisierung dieser Modellelemente.